# Hylopetes lepidus
Hylopetes lepidus е вид бозайник от семейство Катерицови (Sciuridae).

## Разпространение
Видът е ендемичен за Ява и Бангка Белитунг в Индонезия.